# Gudàlovka
Gudàlovka (en rus: Гудаловка) és un poble de l'óblast de Lípetsk, a Rússia, que el 2013 tenia 698 habitants. Pertany al districte rural de Griazi.